# Djeravica
Le mont Djeravica, Ђеравица/Đeravica (en serbe) ou Gjeravica (en albanais) haut de 2 656 mètres est le deuxième plus haut sommet (après le Velika Rudoka (en), 2 660 m) du Kosovo ou de la Serbie selon que l'on reconnaît ou non l'indépendance du Kosovo. Il fait partie de la chaîne de Prokletije dans les Alpes dinariques.